# Wróblik (szczyt)

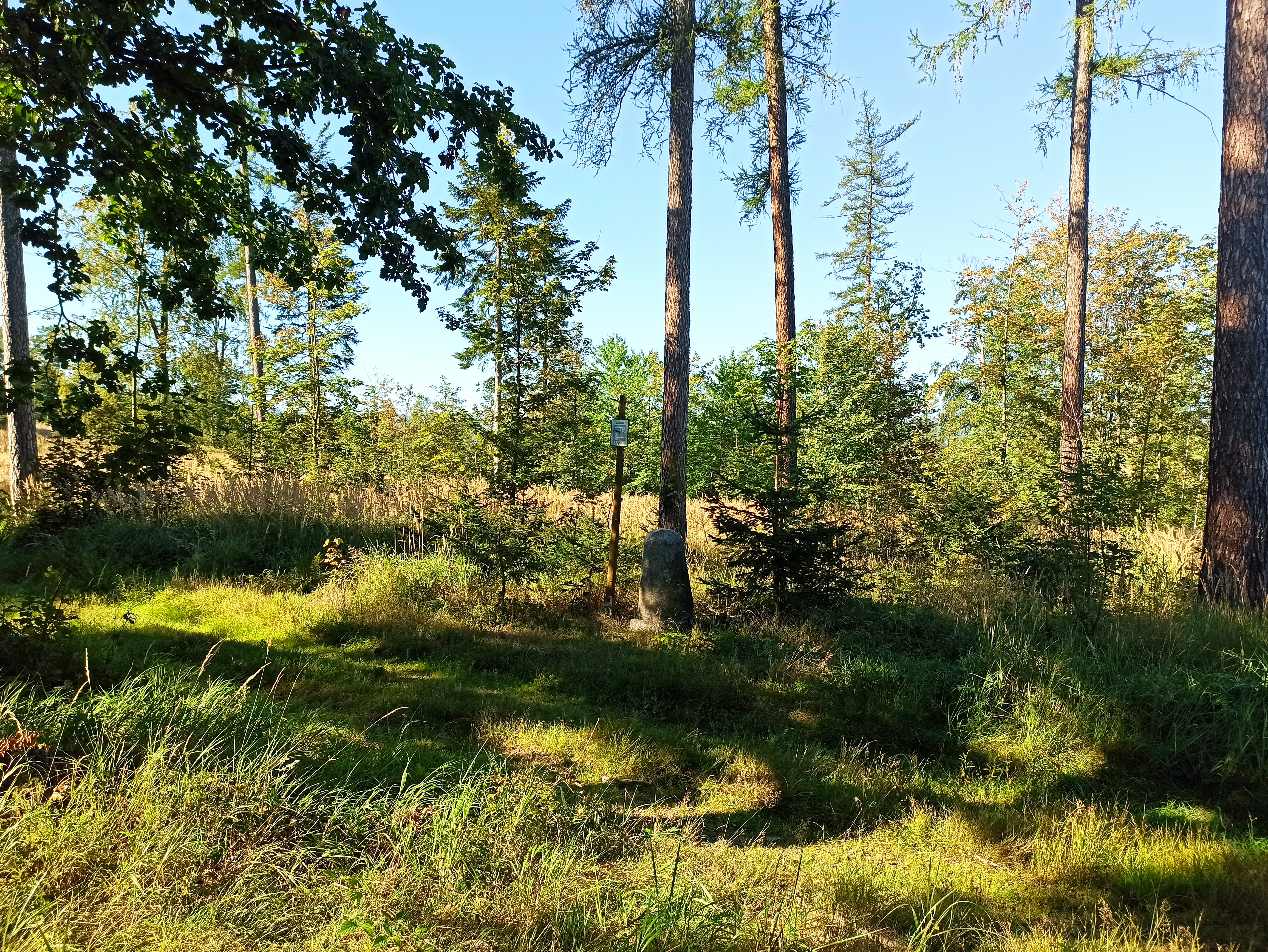
Miejsce upadku samolotu Douglas A-20 Boston (wrzesień 2020)

Wróblik – szczyt o wysokości 396 m n.p.m. w Górach Opawskich (cz. Zlatohorská vrchovina), w masywie Długoty, w Sudetach Wschodnich. Położony jest na granicy polsko-czeskiej i jest najwyższym szczytem na terenie miasta Prudnik. Należy do Korony Parku Krajobrazowego Góry Opawskie.
W 1945 pod wierzchołkiem rozbił się sowiecki samolot produkcji amerykańskiej (Douglas DB-7). W 2002 odnaleziono pozostałości wraku (fragmenty poszycia z aluminium i elementy pocisków).
Przez wierzchołek przebiega  żółty szlak z Wieszczyny do Trzebiny.